# Christoph Dolgan
Christoph Dolgan (* 1979 in Graz) ist ein österreichischer Autor. Er lebt in Graz.

## Studium und Veröffentlichungen
Dolgan schloss sein Germanistikstudium an der Karl-Franzens-Universität Graz mit einer Doktorarbeit über Leopold von Sacher-Masoch ab. Sie wurde 2008 unter dem Titel Poesie des Begehrens. Textkörper und Körpertexte bei Leopold von Sacher-Masoch veröffentlicht.
Dolgan veröffentlichte eigene literarische Texte in den Literaturzeitschriften manuskripte und schreibkraft, ehe 2013 sein erster Roman „Ballastexistenz“ erschien. Darin wird die Innensicht eines Heranwachsenden geschildert, dessen Mutter schwere Alkoholikerin ist. „Dolgans eindringliche, dichte Sprache zeugt von außergewöhnlicher Beobachtungsgabe und ist von einer poetischen Treffsicherheit und psychologischen Tiefe, die man in dieser Präzision und Reife bei einem so jungen Autor nicht erwartet“, schreibt Michaela Schmitz in ihrer Rezension für das Literaturhaus Wien. Ballastexistenz stand 2014 auf der Shortlist des österreichischen Literaturpreises Alpha.
2019 folgte der Roman 11 Nächte und ein Tag.  „Ein Buch der Retrospektiven, das von seiner wunderschönen Sprache lebt und in vielen Bezügen[,] allen voran auf Dostojewski[,] gekonnt mit dem Kanon spielt,“ schreibt Björn Hayer im Bücher-Magazin.

## Preise und Auszeichnungen
- 2011 – Rotahorn-Literaturpreis
- 2020 – Literaturstipendium des Landes Steiermark[5]

## Werke
- 2009: Christoph Dolgan: Poesie des Begehrens. Textkörper und Körpertexte bei Leopold von Sacher-Masoch. Würzburg: Königshausen & Neumann – ISBN 978-3-8260-4028-3
- 2013: Christoph Dolgan: Ballastexistenz. Roman. Graz, Wien: Droschl – ISBN 978-3-854208426
- 2019: Christoph Dolgan: Elf Nächte und ein Tag. Roman. Graz, Wien: Droschl – ISBN 978-3-990590331